# Wepirale
Wepirale ist ein osttimoresischer Ort im Suco Lissadila (Verwaltungsamt Loes, Gemeinde Liquiçá).
Die Ortschaft liegt im Südwesten der Aldeia Glai, in einer Meereshöhe von 48 m. Sie besteht aus kleinen Gruppen von Häusern in dem einzigen Gebiet von Lissadila, das südlich des fast trockenen Seitenarms des Gleno liegt, einem Nebenfluss des Lóis. Östlich befindet sich der Ort Ramboo, der ebenfalls zu Lissadila gehört. Im Süden liegt das Dorf Sare, das zum Nachbar-Suco Aculau gehört.